# 新潟北警察署
新潟北警察署（にいがたきたけいさつしょ）は、新潟県警察が管轄する警察署の一つである。

## 所在地
- 新潟市北区木崎657-1

## 管轄区域
- 新潟市北区
- 北蒲原郡聖籠町の一部

## 沿革
- 1926年（大正15年）7月1日 - 新発田警察署葛塚分署に代わり葛塚警察署が設置される
- 1938年（昭和13年） - 葛塚（下他門）に庁舎建設
- 1942年（昭和17年）4月1日 - 葛塚警察署が廃止され、新発田警察署葛塚警部補派出所が設置される
- 1948年（昭和23年）3月7日 - 新発田警察署葛塚警部補派出所が廃止され、自治体警察葛塚町警察署が設置される
- 1952年（昭和27年）4月1日 - 葛塚町警察署が廃止され、葛塚地区警察署が設置される。同時に従来新発田地区警察署水原派出所管轄であった岡方村・長浦村を編入。
- 1954年（昭和29年） - 警察法改正により、新潟県葛塚警察署となる
- 1955年（昭和30年） - 町村合併により、新潟県豊栄警察署と改称[1]
- 1975年（昭和50年）10月6日 - これまでの葛塚（下他門）より現在地　木崎へ移転
- 2007年（平成19年）4月1日 - 新潟市の政令指定都市移行に伴い、現在の新潟県新潟北警察署に改称

## 組織
- 警務課
- 会計課
- 生活安全課
- 地域課
- 刑事課
- 交通課
- 警備課

## 交番

### 新潟市
- 豊栄駅前交番（新潟市北区白新町1丁目1-26）
- 早通駅前交番（新潟市北区早通南1丁目5-16）
- 松浜交番（新潟市北区松浜東町1丁目3-23）

### 聖籠町
- 東港交番（北蒲原郡聖籠町東港4丁目799）

## 駐在所

### 新潟市
- 岡方駐在所（新潟市北区森下269-5）
- 島見駐在所（新潟市北区島見町1129）
- 笹山駐在所（新潟市北区笹山1440-1）
- 長場駐在所（新潟市北区長場1834-1）